# Полсат Плюс Арена
«Полсат Плюс Арена Гданьск» (пол. Polsat Plus Arena Gdańsk), некоммерческое название «Арена Гданьск» (пол. Arena Gdańsk, в 2010–2014 гг. — «ПГЕ Арена Гданьск», пол. PGE Arena Gdańsk; в 2015–2020 гг. — «Энерга Гданьск», пол. Stadion Energa Gdańsk) — футбольный стадион в Гданьске, вместимостью около 44 тысяч зрителей. Строительство стадиона было приурочено к Чемпионату Европы по футболу 2012 года, в рамках которого он принял четыре матча.

## История

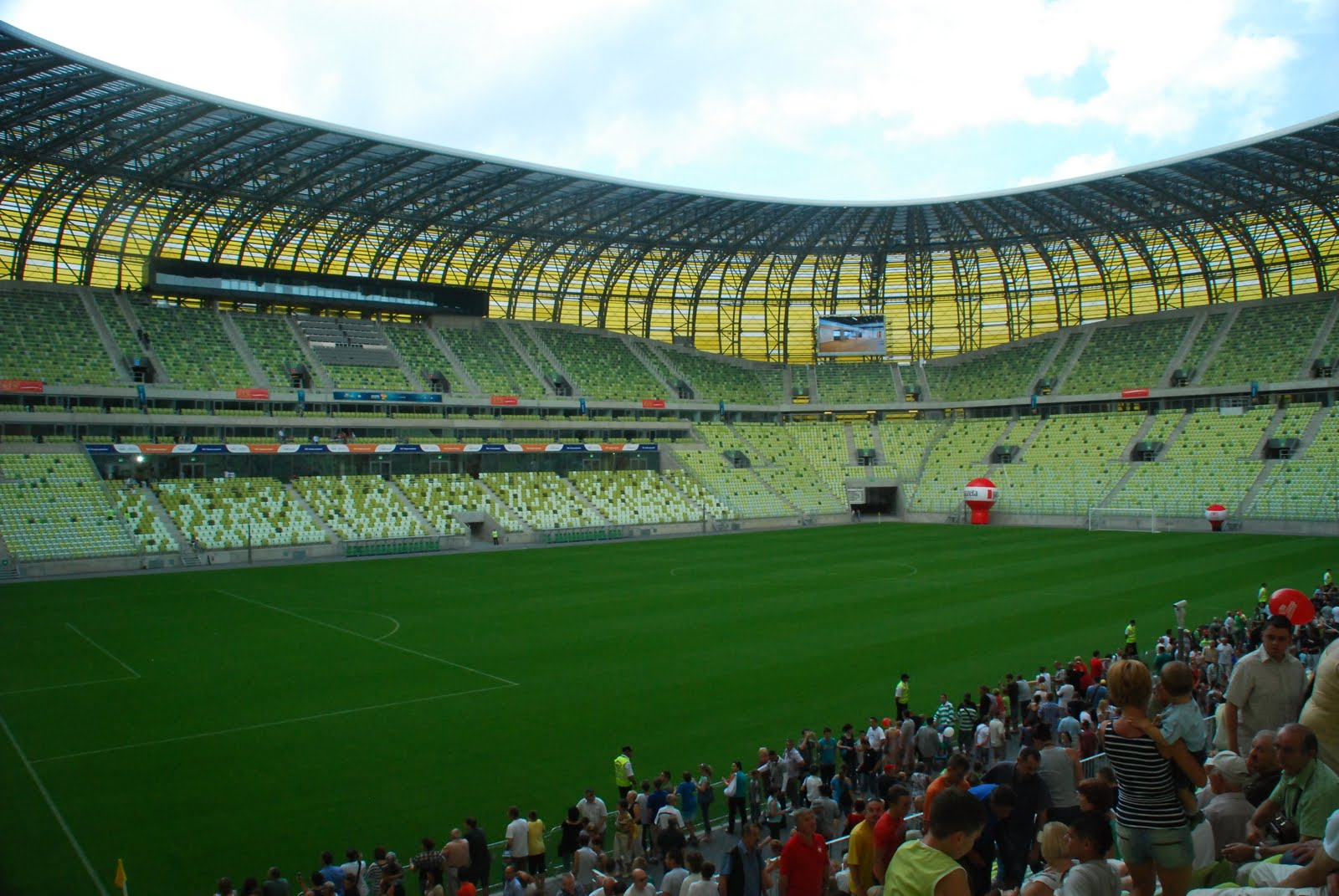
Внутри арены

Строительство стадиона началось в 2008 году и завершилось в 2011 году. 
Стоимость строительства сооружения оценивается в 623 млн злотых.
До декабря 2009 года стадион носил рабочее название Балтийская арена, пока польский энергоконцерн «ПГЕ» не приобрёл за 35 млн злотых право на название арены на 5 лет. После этого коммерческие названия стадиона включали в себя названия энергетической компании «Энерга» и телекоммуникационной компании «Полсат Плюс».
Стадион был официально открыт 6 августа 2011 года. 
Снаружи стадион внешне напоминает янтарь, широко встречающийся на Балтийском побережье.

## Предназначение
Арена приняла три матча группы C и четвертьфинал Чемпионата Европы 2012 года. 
После Евро-2012 на стадионе играет местный футбольный клуб «Лехия». 
Также на стадионе прошёл финал Лиги Европы УЕФА 2020/21.
| Вильярреал                                                                                         | 1:1 (доп. вр.) | Манчестер Юнайтед                                                                                   |
| -------------------------------------------------------------------------------------------------- | -------------- | --------------------------------------------------------------------------------------------------- |
| Морено 29′                                                                                         | (отчёт)        | Кавани 55′                                                                                          |
| Пенальти                                                                                           |                | |
| - Морено - Раба - Алькасер - Морено - Парехо - Гомес - Альбиоль - Коклен - Гаспар - Торрес - Рульи | 11:10          | - Мата - Теллес - Фернандеш - Рашфорд - Кавани - Фред - Джеймс - Шоу - Туанзебе - Линделёф - де Хеа |

## Матчи чемпионата Европы 2012 года
Время местное
| Дата         | Время | Команда1 | Счёт | Команда2 | Стадия     | Зрители | Голы                                           | Судья   |
| 10 июня 2012 | 18:00 | Испания  | 1:1  | Италия   | Группа С   | 38 869  | Фабрегас; Ди Натале                            | Кашшаи  |
| 14 июня 2012 | 20:45 | Испания  | 4:0  | Ирландия | Группа С   | 39 150  | Торрес (2 гола), Сильва, Фабрегас;             | Проэнса |
| 18 июня 2012 | 20:45 | Хорватия | 0:1  | Испания  | Группа С   | 39 076  | Навас                                          | Штарк   |
| 22 июня 2012 | 20:45 | Германия | 4:2  | Греция   | 1/4 финала | 38 751  | Лам, Хедира, Клозе, Ройс; Самарас, Салпингидис | Скомина |